# Великолукский локомотивовагоноремонтный завод
Великолу́кский локомотивовагоноремо́нтный заво́д (ВЛВРЗ) — предприятие по ремонту дизель-поездов, тепловозов и различных грузовых вагонов для нужд железных дорог, расположенное в городе Великие Луки Псковской области. Объект культурного наследия народов России регионального значения.

## Обзор
Великолукский локомотивовагоноремонтный завод осуществляет деповской, капитальный, текущий отцепочный ремонт несамоходного подвижного состава (грузовых вагонов) в объёме текущих ремонтов ТР1 (текущий ремонт порожних вагонов при комплексной подготовке к перевозкам с отцепкой от состава или групп вагонов с подачей их на ремонтные пути) и ТР2 (текущий ремонт гружёных или порожних вагонов с отцепкой их от транзитных и прибывших поездов или от сформированных составов, выполняемый на путях текущего отцепочного ремонта). На предприятии ведётся капитальный ремонт колёсных пар, при этом производится их обмывка, демонтаж буксовых узлов, распрессовка колёс с осей, расточка отверстий ступиц новых или старогодных цельнокатаных колёс, механическая обработка подступичных частей новых или старогодных осей, прессовая посадка новых или старогодных колёс на новые или старогодные оси, восстановление повреждённой или изношенной резьбы, контроль геометрических параметров колёсных пар и их элементов.

## Исторические наименования предприятия
- Главные железнодорожные мастерские по ремонту паровозов и вагонов c сентября 1901 (при основании)[6].
- Великолукский паровозовагоноремонтный завод с 01.10.1927[6].
- Великолукский локомотиво-вагоноремонтный завод имени 50-летия СССР с 30.12.1972[7].
- Великолукский локомотиворемонтный завод с 1976[1].
- ООО «Великолукский локомотивовагоноремонтный завод»[8].
- ЗАО «Великолукский локомотивовагоноремонтный завод»[2].

## История

### Довоенный период

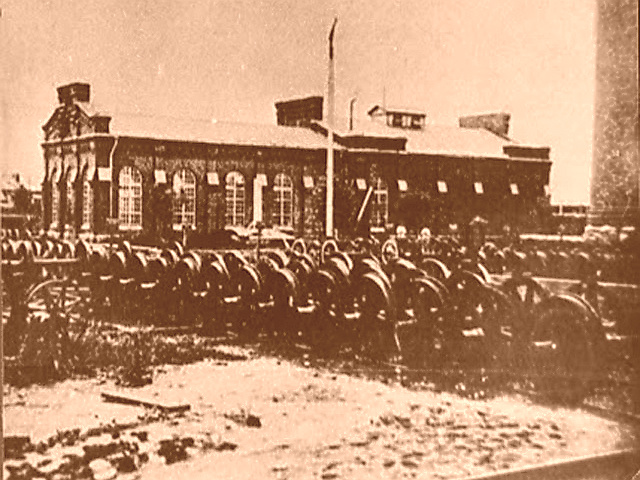
Главные Великолукские железнодорожные мастерские в начале XX века.

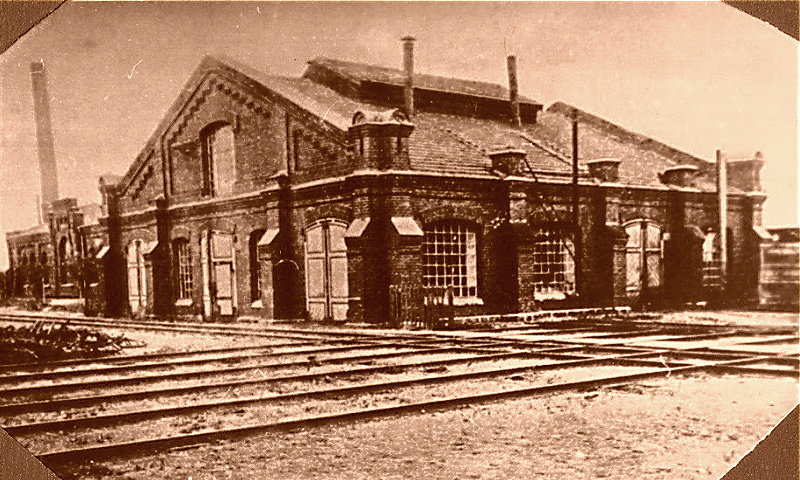
Колёсные пары паровозов на ПВРЗ

Железнодорожный транспорт появился в Великих Луках в 1901 году со строительством Московско-Виндавской железной дороги. История Великолукского локомотивовагоноремонтного завода началась в январе 1902 года, когда в Великих Луках были открыты Главные железнодорожные мастерские частного Общества Московско-Виндаво-Рыбинской дороги, владевшего дорогой. Производственные мощности мастерских были рассчитаны на перспективу увеличения движения и позволяли производить ежегодно ремонт 40 паровозов, 40 тендеров и более двух тысяч пассажирских и товарных вагонов. Предприятие включало в себя паровозостроительный цех, вагоносборочную, паровозосборочную, малярную с лакировочным участком, токарную, колёсно-токарную и чугунно-литейную мастерские, главную кузницу и электростанцию. При мастерских имелись ремесленные курсы. Всего на локомотивовагоноремонтном заводе трудилось свыше 700 человек.
В декабре 1905 года рабочие железнодорожных мастерских создали вооружённый отряд. Стачка распространилась на другие железнодорожные станции. В цехах ВПВРЗ начал свою революционную деятельность рабочий Александр Филиппович Силин. Позже он был руководящим работником транспортной ВЧК, а в годы Гражданской войны погиб в боях с белогвардейцами. Его имя теперь носит одна из улиц Великих Лук.
В 1907 году через Великие Луки прошла Бологое-Полоцкая железная дорога, станция стала узловой. За счёт новой линии возрос транзит подвижного состава через станцию и потребности в его ремонте. До войны здесь работали будущие Герои Советского Союза Николай Дмитриевич Антонов, Александр Михайлович Родителев и Василий Филиппович Сизов.

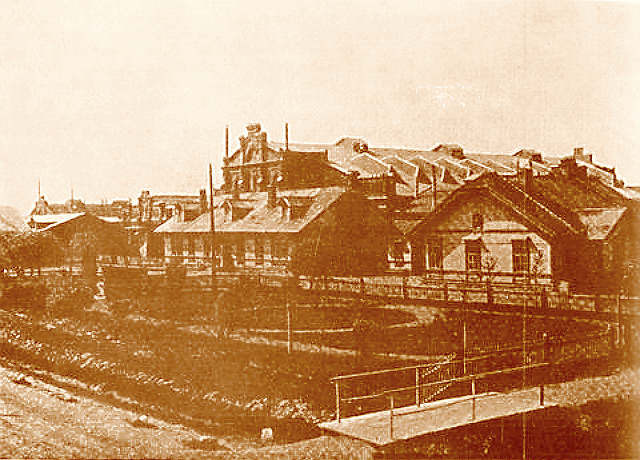
Великолукский локомотивовагоноремонтный завод в 1930-е

В годы Гражданской войны завод осуществлял ремонт бронепоездов. С 1927 года ВЛВРЗ стал носить имя Максима Гёльца.

### Великая Отечественная война
В начале Великой Отечественной войны завод был эвакуирован в Оренбург на Оренбургский локомотиворемонтный завод. Немецкие оккупанты запустили завод, используя принудительный труд местных жителей. По приказу начальника гарнизона Великих Лук Фрица фон Раппарда был создан лагерь для рабочих паровозоремонтного завода. В лагере трудились по 12 — 13 часов в день 300 рабочих (в том числе подростки), которые получали по 200 грамм хлеба с опилками в день. Директором завода был Гуго Ганн. Согласно приказу, подписанному Ганном и В. Зонневальдом (преемником фон Раппарда на посту начальника гарнизона Великих Лук) отлучка с завода каралась наказанием — вплоть до расстрела. Всего на заводе были убиты 50 человек, из которых 2 рабочих повесили, а 36 рабочих расстреляли по приказу Раппарда (Гуго Ганн донёс, что рабочие готовят восстание). 1 февраля 1946 года Ганн, фон Раппард и Зонневальд были по приговору советского суда повешены в Великих Луках.
В 1943 году вокруг предприятия развернулись ожесточённые бои в рамках Великолукской наступательной операции советских войск. Атакующие роты 921 стрелкового полка Красной армии вышли в район ВПВРЗ к вечеру 5 января. В стенах мастерских были пробиты амбразуры, а стоящий на путях в большом количестве подвижной состав использовался гитлеровцами в качестве огневых точек. Бои начались в ночь на 6 января. К утру противник был выбит из нескольких цехов, где под колючей проволокой содержалось около 300 советских рабочих. Полностью Великолукский железнодорожный узел, включая здание вокзала и локомотивное депо, удалось освободить к утру 16 января.
Одним из первых после освобождения города возвратился на завод его довоенный начальник В. В. Амосов. К апрелю 1944 года ему удалось собрать 78 рабочих-ветеранов, а в августе их число возросло до 200. Сформировавшийся трудовой коллектив немедленно приступил к первоочередным восстановительным работам. К началу августа в котельном цехе был запущен первый паровой котёл системы Шухова. Капитальное восстановление завода началось с возвращением рабочих из Оренбурга в 1944 году.
Сразу же остро встал вопрос электроснабжения. Заводская ТЭЦ, снабжавшая до войны электроэнергией весь железнодорожный узел, лежала в руинах. И только в 1950 году удалось её частично восстановить и запустить. До этого времени энергией железнодорожников снабжала паровая турбина с генератором мощностью 250 кВт, доставленная в город по распоряжению наркомата путей сообщения. Несколько позднее на ПВРЗ прибыл энергопоезд мощностью 1000 кВт. Под сборку паровозов был приспособлен относительно сохранившийся корпус малярного цеха, что дало возможность с опережением графика приступить к ремонту локомотивов.
Первый паровоз был выпущен после среднего ремонта в ноябре 1944 года. К концу 1945 года численность работников ПВРЗ достигла 1200 человек. В течение года заработали семь действующих цехов, пригоночное отделение паровозного цеха, бандажное отделение колёсного цеха, парокотельная энергосилового цеха. Были завершены подготовительные работы для монтажа паровозного цеха, вступившего в строй уже в 1946 году. Это позволило начать капитальный ремонт паровозов. В 1946 году из ремонта было выпущено 37 паровозов, а также бронепоезд «Александр Невский», расформированный из 25-го отдельного батальона бронепоездов.

### Послевоенный период
В 1964 году ВЛВРЗ приступил к производству модернизированной автомотрисы АС1 — АС1А. Всего с 1964 по 1975 год на заводе было выпущено более 2000 таких машин. Кроме того, ВЛВРЗ долгое время оставался единственным предприятием в СССР, которое производило хопер-дозаторы. За освоение производства таких вагонов завод в 1959 году удостоился диплома ВДНХ СССР. В конце 1980-х специалисты завода спроектировали саморазгружающийся полувагон. Люки нового цельнометаллического полувагона вместительностью 75 т открывались с помощью пневматики, а особая форма днища обеспечивала полную высыпку груза в течение нескольких секунд.
На 1992 год завод ремонтировал дизель-поезда, промышленные и маневровые тепловозы, хоппер-дозаторы, колёсные пары, изготовлял запасные части к дизель-поездам серии Д, Д1, ДР1, ДР1п, маневровым тепловозам ТГМ23.